# Bom Jesus (ort)
Bom Jesus är en ort i Brasilien.   Den ligger i kommunen Bom Jesus och delstaten Piauí, i den östra delen av landet, 800 km nordost om huvudstaden Brasília. Bom Jesus ligger 281 meter över havet och antalet invånare är 12 666.
Terrängen runt Bom Jesus är huvudsakligen platt, men västerut är den kuperad. Det finns inga andra samhällen i närheten.
Omgivningarna runt Bom Jesus är huvudsakligen savann. Runt Bom Jesus är det mycket glesbefolkat, med 3 invånare per kvadratkilometer.